# 55 Pułk Piechoty Cesarstwa Austriackiego
55 Pułk Piechoty Cesarstwa Austriackiego – jeden z austriackich pułków piechoty okresu Cesarstwa Austriackiego. W 1809 pułk został zlikwidowany.
Okręg poboru: Walonia, potem Galicja.

## Mundur
- Typ: niemiecki
- Bryczesy: białe
- Wyłogi: jasnoniebieskie
- Guziki: żółte

## Garnizony
- 1802 Lublin
- 1806 Kraków
- 1809 Tyrnau (Austria)